# 구마노쇼정
구마노쇼정(隈庄町)은 일본 구마모토현 시모마시키군에 설치되었던 정이다. 현재의 구마모토시 미나미구의 일부에 해당한다.